# Coupe des clubs champions de hockey en salle 2010
Navigation
Édition précédente Édition suivante

## Coupe àCologne

### Équipes

#### Poule A
- KTHC Stadion Rot-weiss Köln Champion d' Allemagne 2010 de Hockey en salle  (Champion d'Europe 2009 RK Rüsselsheimer  Cup 2009 )
- WKS Grunwald Poznań Champion de  Pologne 2010 de Hockey en salle
- Dinamo Electrostal Champion de  Russie 2010 de Hockey en salle
- SK Slavia Praha Champion de  République tchèque 2010 de Hockey en salle (2e du  Trophy 2009)

#### Poule B
- Atletic Terrassa HC Champion d' Espagne 2010 de Hockey en salle (Vice-Champion d'Europe 2009   Cup 2009 )
- Luzerner SC Champion de  Suisse 2010 de Hockey en salle'
- Amsterdam H&BC  Champion des  Pays-Bas 2010 de Hockey en salle
- Orient Lyngby Champion du  Danemark 2010 de Hockey en salle (1er du  Trophy 2009)

## Trophée àVienne

### Équipes
| - Menzieshill HC Champion d' Écosse 2009 de Hockey en salle (7e de la Cup 2009 ) - Partille SC Champion de Suède 2009 de Hockey en salle - East Grinstead HC Champion d' Angleterre 2009 de Hockey en salle - Lille Métropole Hockey Club Champion de France 2009 de Hockey en salle (2e du Challenge 1 2009 ) | - Akademischer HTC Wien Champion d' Autriche 2009 de Hockey en salle (8e de la Cup 2009) - Kolos-Sekvoya Vinnitsa Champion d' Ukraine 2009 de Hockey en salle - AD Lousada Champion du Portugal 2009 de Hockey en salle - Racing Club de Bruxelles Champion de Belgique 2009 de Hockey en salle (1er du Challenge 1 2009) |

## Challenge 1 àBologne

### Équipes
| - Cus Bologna Champion d' Italie 2010 (7e du Trophy 2009) - SC Stroitel Brest - HK Jedinstvo | - HC Pliva Lipovci - Epitok SC - Three Rock Rovers |